# پالوما (ایلینوی)
پالوما (به انگلیسی: Paloma) یک منطقهٔ مسکونی در ایالات متحده آمریکا است که در ایلینوی واقع شده‌است.